# Orphée et Eurydice (Canova)
Pour les articles homonymes, voir Orphée et Eurydice.
Orphée et Eurydice est un groupe sculpté en pierre (hauteur 2m03) du sculpteur italien néoclassique Antonio Canova, datant de 1775 - 1776, et conservé dans la salle de bal du Musée Correr à Venise. C'est la principale œuvre de jeunesse de l'artiste, né à Possagno en 1757.

## Description et historique
Les sculptures sont inspirées par le mythe d'Orphée, contenu dans Les Métamorphoses d'Ovide et  les Géorgiques de Virgile. Le long de la base de chaque statue, on trouve d'ailleurs une
inscription citant des vers de Virgile.
Sous le pied droit d'Orphée on peut lire : « Omnis effusus labor », (tous ses efforts [furent] anéantis) extraits des vers 491 et 492 du livre IV  des Géorgiques.
Sur le socle d'Eurydice est écrit le vers 494 : « Quis et me miseram et te perdidit Orpheu » (Qui nous a perdus, moi, la malheureuse, et toi, Orphée).
Le travail a pris forme à Venise, où Canova a terminé ses études, en alternance entre la Cité des Doges et Asolo.
Le groupe a été conçu pour décorer le jardin d'une maison de campagne de la famille vénitienne des Falier. L'œuvre a permis de donner une certaine notoriété à l'artiste, à la suite de l'exposition à la fête de la Sensa de 1776.
Le travail a pris forme à Venise, où Canova a terminé ses études, en alternance entre la Cité des Doges et Asolo.
Une copie de la statue d'Orphée, datée de 1777 se trouve au Musée de l'Hermitage.

Orphée
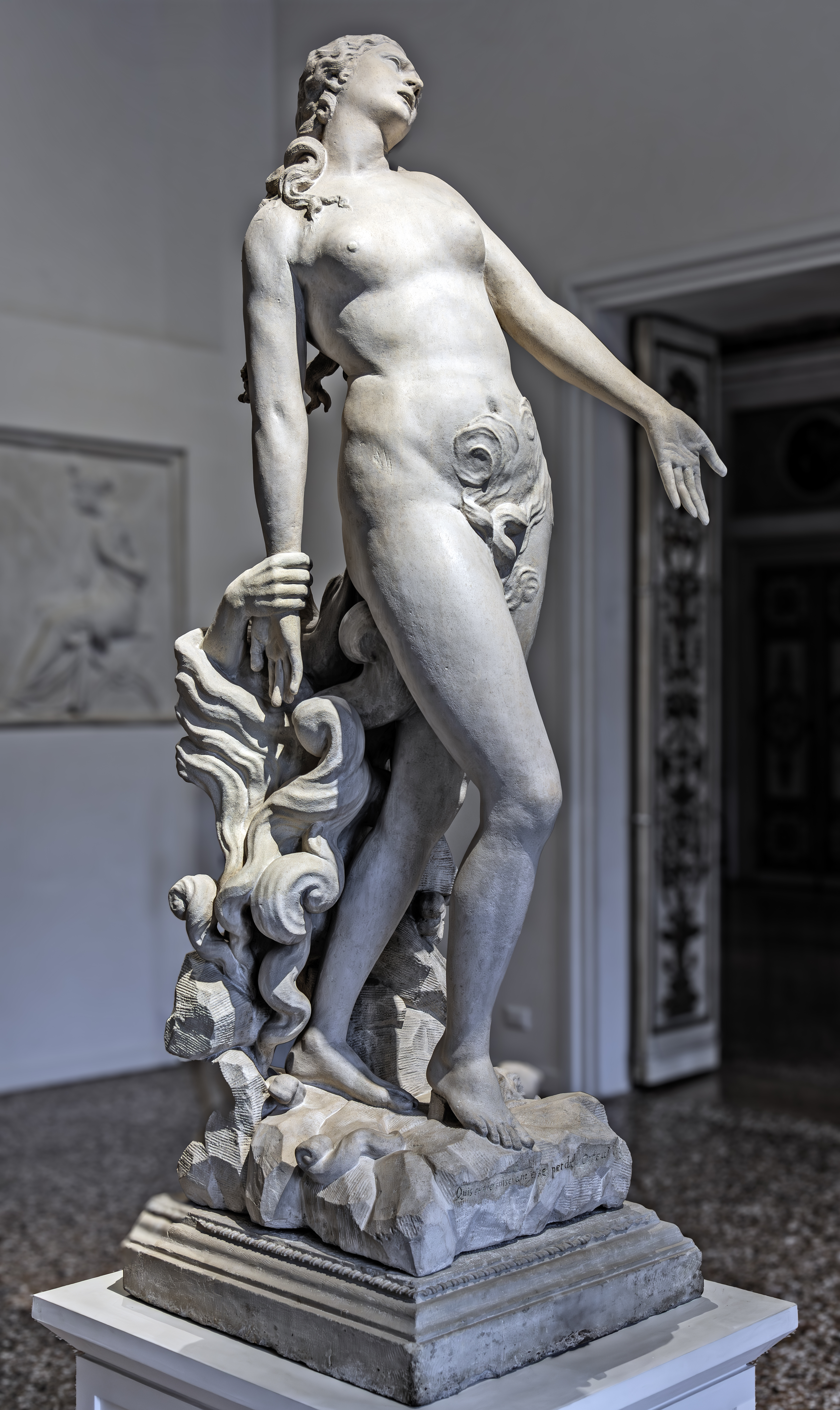
Eurydice